# Andreas Aepken
Andreas Aepken (* 10. April 1964) ist ein ehemaliger deutscher Fußballtorwart.

## Karriere
Schon in der Oberliga Nord Saison 1986/87 stand er im Kader des SV Meppen und stieg mit diesen dann in die 2. Bundesliga auf. In dieser Saison kam er als einziges beim 2:0-Sieg gegen Rot-Weiß Oberhausen am 3. Oktober 1987 zum Einsatz. Hier wurde er zur 60. Minute für Hermann Rülander eingewechselt. Nach dieser Saison wechselte er in die zweite Mannschaft des Vereins. Heute spielt er noch in der Traditionsmannschaft des Vereins.